# Erzähl mir nichts von Liebe
Erzähl mir nichts von Liebe (Originaltitel: Kuch Naa Kaho, Hindi: कुछ ना कहो, Urdu: کچھ نہ کہو, übersetzt: Sag nichts) ist ein Hindi-Film aus dem Jahr 2003.

## Handlung
Raj lebt mit seiner Mutter in New York City. Sie schickt ihn nach Indien, damit er endlich eine Frau fürs Leben findet. Rajs Onkel Rakesh versucht ihn zu verkuppeln. Langsam sieht er ein, dass es nicht so einfach ist und engagiert die schöne Namrata, die Raj helfen soll, die geeignete Frau zu finden.
Raj realisiert, dass er nur noch Augen für Namrata hat. Als er sich endlich dazu überwinden will, ihr seine Liebe zu gestehen, trifft er ihren Sohn Aditya und weiß nun, dass sie schon verheiratet ist.
Trotzdem entsteht zwischen Raj und Aditya allmählich eine Vater-Sohn-Beziehung. Bald findet auch Namrata heraus, wie sehr Raj sie liebt und wird wütend, weil sie weiß, dass sie nicht zusammen sein können.
Nach einiger Zeit gesteht sie Raj, dass ihr Ehemann sie vor sieben Jahren verlassen hatte, als sie noch hochschwanger war. Schließlich kommen Raj und Namrata doch zusammen.
Raj möchte Namrata seiner Mutter vorstellen, aber als sie sich auf den Weg macht, taucht ihr Ehemann Sanjeev nach sieben Jahren auf. Er ist zurückgekommen, um mit Namrata und Aditya zusammenzuleben, doch sie will eigentlich nichts mehr mit ihm zu tun haben. Aus Angst kehrt sie zu ihm zurück, obwohl sie Raj noch immer liebt.
Nachdem Raj zufällig auf Sanjeev trifft, lädt er ihn freundlicherweise auf die Hochzeit seiner Cousine ein, unwissend, dass er Namratas Ehemann ist. Sanjeev wird so eifersüchtig und wütend, als Aditya Raj Papa nennt. Noch auf der Hochzeit macht er daraus eine große Szene und beschimpft Raj und seine Familie. Letztendlich findet Namrata den Mut Sanjeev zu sagen, dass sie nicht mehr seine Frau ist und in Raj verliebt ist. Nun heiraten Raj und Namrata und leben glücklich zusammen.

## Auszeichnungen
Zee Cine Award/Beste Playbacksängerin für den Song Kuch Naa Kaho an Sadhana Sargam (2004)